# Паранормална активност 3
Паранормална активност 3 (енгл. Paranormal Activity 3) је амерички натприродни хорор филм из 2011. године редитеља Хенрија Џуста и Аријела Шулмана. Представља трећи (хронолошки, први) део серије Паранормална активност и служи као преднаставак, углавном смештен 18 година пре догађаја из прва два филма. Објављен је 21. октобра 2011. године. Филм Паранормална активност 3 је такође Џустов и Шулманов први хорор филм.
Филм је оборио финансијске рекорде по објављивању, поставивши нови рекорд за поноћно отварање хорор филма (8 милиона америчких долара) и најбољи дан отварања хорор филма у Сједињеним Државама (26.2 милиона америчких долара).

## Радња
Године 2005, Кејти испоручује кутију старих видео-касета својој трудној сестри Кристи Реј и њеном супругу Данијелу, у којој се налазе снимци младих Кејти и Кристи са њиховом мајком Џули и њеним дечком Денисом. Годину дана касније, кућа Кристи и Данијела је опљачкана и траке су нестале.
Године 1988, младе Кејти и Кристи живе са мајком Џули и њеним дечком Денисом. Денис примећује да се откако се појавио Кристиин замишљени пријатељ „Тоби”, необичне ствари догађају око куће. Денис и Џули покушавају да направе секс-снимак, али их прекида земљотрес. Камера приказује како прашина пада са плафона и слеће на невидљиву фигуру у соби. Док прегледава снимке, Денис примећује необичан инцидент. Његов пријатељ Ранди предлаже да Денис постави камере широм куће. Те ноћи, Кристи се буди и разговара с неким ван камере. Када је Денис испитује, Кристи му каже да је то Тоби.
Денис и Џули унајмљују бебиситерку по имену Лиса да чува децу, али она очајнички жели да оде због неколико застрашујућих инцидената (сви снимљени камером). Следеће ноћи, Кристи каже Тобију да више нису пријатељи. Денис открива чудан симбол у ормару за девојчице и налази га у књизи о демонологији. Када се Кристи разболи, Џули и Денис је одведу у болницу. Кејти остаје кући са Рандијем, а они се играју Крваве Мери у купатилу. Ранди је нападнут и открио је велику огреботину на трупу. Покушавају да напусте купатило, али црна фигура се помера и намештај се насилно пребацује по соби. Након повратка Џули и Дениса, Ранди упозорава да је опасно са чим год имају посла. Денис каже Џули да је симбол који је пронашао припадао вештичијем ковену који је девојчицама у родној доби испрао мозак да би добиле синове, а затим их је приморао да се одрекну синова; после се не би ничега сећали. Џули одбацује његову тврдњу.
Демон науди Кејти све док Кристи не пристане да учини оно што тражи. Пита мајку да их одведе кући баке Лоис у Мурпарк. Након што се Џули и сама сусретне са застрашујућим активностима, она пристаје да оде код Лоис. У 1 сат ујутро, пробуде их гласне узнемирености и Џули одлази да истражује. Када се не успе вратити, Денис одлази да је тражи. На зидовима проналази окултне слике, укључујући симбол из собе девојчица, и открива неколико жена, укључујући Лоис, обучених у црно. Бежи назад у кућу, са женама у потери, и проналази Џулино млитаво тело како левитира изнад земље. Њено тело бачено је на Дениса, обарајући га низ степенице. Сакрива се са Кристи у ормар док демон не оде.
Денис и Кристи затим улазе у кухињу. На прозору, Денис види жене напољу како круже око ломаче. Проналазе Кејти како плаче у близини Џулиног тела. Денис прилази Кејти, али када је додирне, она испушта демонски врисак који га одбацује на другу страну собе, повређујући му ногу. Лоис стоји пред њим, а Денисово тело је насилно згрчено и убија га. Лоис тада макне Кристи и Кејти и каже им да се спреме. Пре него што крену горе, Кристи позове Тобија и горе се чује режање.

## Улоге
| Глумац              | Улога          |
| ------------------- | -------------- |
| Крис Смит           | Денис          |
| Лорен Битнер        | Џули           |
| Клои Ксенџери       | млада Кејти    |
| Кејти Федерстон     | одрасла Кејти  |
| Џесика Тајлер Браун | млада Кристи   |
| Спрејг Грејден      | одрасла Кристи |
| Дастин Играм        | Ренди Розен    |
| Хали Фут            | баба Лоис      |
| Џоана Брејди        | Лиса           |
| Брајан Боланд       | Данијел Реј    |
| Бејли Браун         | Бејли          |
| Марија Олсен        | језива жена    |

## Наставак
У јануару 2012. године, Paramount је најавио да ће у франшизи бити четврти филм. Режирали су га Хенри Џуст и Аријел Шулман, редитељи трећег филма. Снимање је почело крајем јуна. Филм је објављен 19. октобра 2012. године. Дана 1. августа 2012. објављен је први трејлер, који је овај филм задиркивао слоганом „све активности довеле су до овога”.